# Lyrognathus lessunda
Espèce
Lyrognathus lessunda est une espèce d'araignées mygalomorphes de la famille des Theraphosidae.

## Distribution
Cette espèce est endémique de Lombok en Indonésie.

## Publication originale
- West & Nunn, 2010 : A taxonomic revision of the tarantula spider genus Lyrognathus Pocock 1895 (Araneae, Theraphosidae), with notes on the Selenocosmiinae. Zootaxa, no 2362, p. 1–43.